# Afazie
Afazia este o tulburare a vorbirii care afectează exprimarea sau înțelegerea limbajului vorbit sau scris în absența oricărei modificări senzoriale sau a unui deficit al aparatului fonator, rezultând în urma unor leziuni dobândite ale creierului. Elementul fundamental al unei afazii îl constituie tulburarea codificării lingvistice și nu a articulării sau perceperii verbale. Pacientul afazic nu mai este capabil să folosească limbajul ca simbol pentru obiecte sau pentru procesele gândirii. Există mai multe tipuri de afazie, în care diversele proprietăți ale limbajului pot fi mai mult sau mai puțin afectate. Disciplina medicală care se ocupă cu studiul afaziilor este denumită afaziologie.

## Introducere
Limbajul este un mijloc de cunoaștere și de comunicare între oameni, tulburarea sa reprezintă o întrerupere a contactului cu ambianța, cu atât mai marcată în cazul când coexistă cu alte perturbări ale activității simbolice cognitive corelate cu vorbirea, cum ar fi gnozia, praxia, memoria, schema corporală. Manifestările clinice ale afaziei, privind natura și intensitatea tulburărilor, diferă în funcție de anumiți factori biologici, cum ar fi etiologia, vârsta, preferința manuală, sau sociali, respectiv gradul de școlarizare, caracteristicile inerente ale limbii vorbite etc.
Cea mai mare parte a persoanelor afazice nu pierd complet uzul vorbirii, unii pacienți nu au decât o ușoară nesiguranță în găsirea cuvântului adecvat, pe când alții - dimpotrivă - pierd în totalitate facultatea de a se exprima prin limbajul verbal, de a înțelege ceea ce li se vorbește, de a citi sau de a scrie, în timp ce alte funcții cognitive, cum ar fi memoria sau orientarea, nu sunt semnificativ alterate.
Specialiștii fac o deosebire între vorbire (sau - mai corect - elocuțiune) și limbaj (engl.: speech and language; fr.: parole et langage; ger.: Sprechen und Sprache): dacă un pacient are dificultăți în articularea sau pronunțarea cuvântului, se spune că are tulburări de elocuțiune, în cazul când are greutăți în găsirea cuvântului, în combinarea cuvintelor pentru alcătuirea unei propozițiuni sau în înțelegerea sensului cuvintelor sau frazelor percepute, atunci are o alterare a limbajului. De cele mai multe ori tulburările de limbaj se asociază cu dificultăți de elocuțiune. Mai multe forme ale limbajului pot fi interesate: conversația, cititul, scrisul etc. Afazia este o tulburare a limbajului dobândită, adică survine la un individ care până atunci avea o vorbire normală, în acest fel se deosebește de tulburările ce apar în cursul dezvoltării unui copil, cum ar fi gângăveala sau legastenia (incapacitatea sau dificultatea de a citi). 

## Istoric

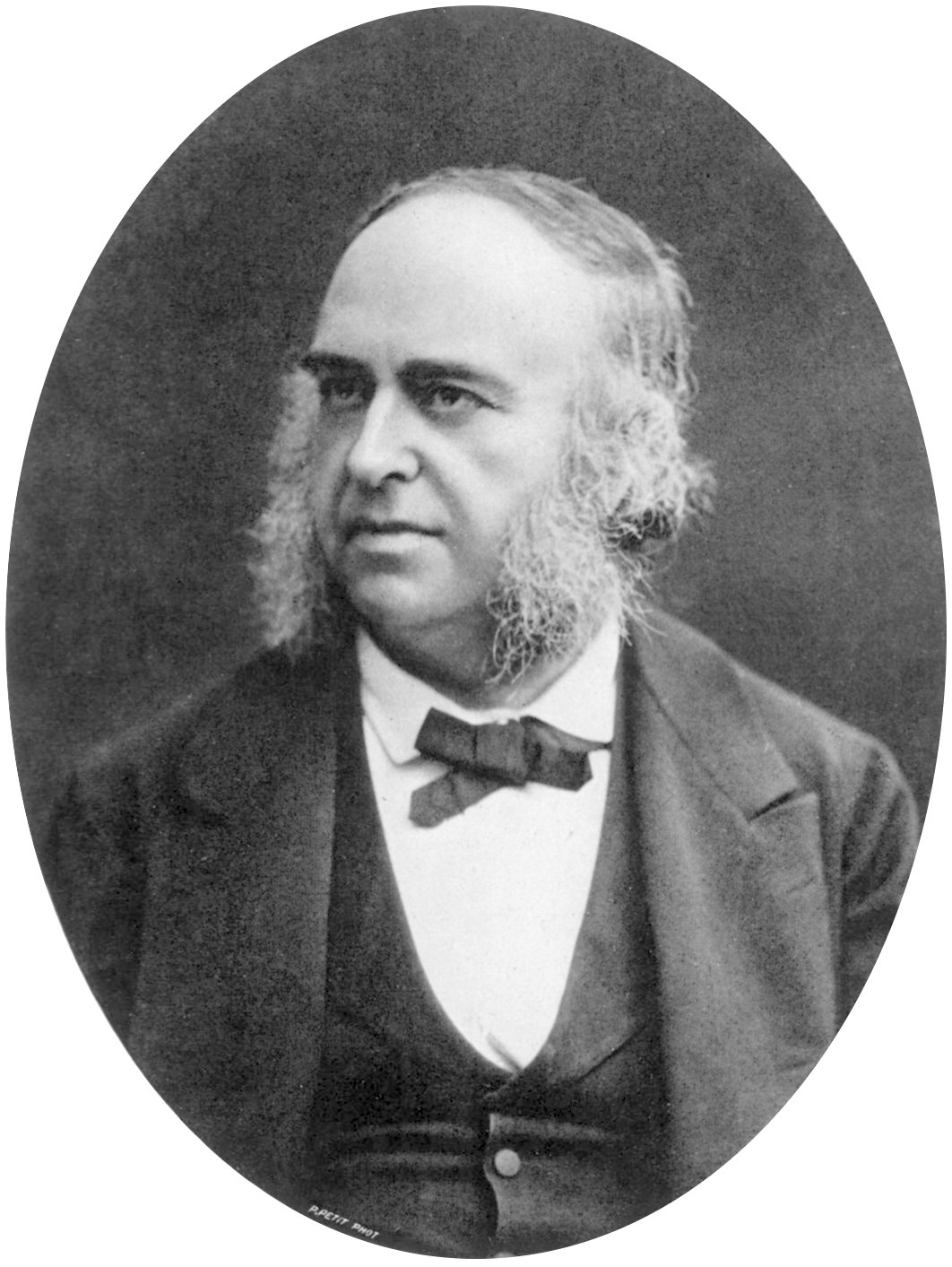
Paul Broca

### Originea termenuluiafazie
Utilizat de Platon (gr.: αφασια = lipsa vorbirii) pentru a caracteriza starea unei persoane care, înmărmurită în fața unui argument definitiv, "și-a pierdut glasul", termenul de afazie în înțelesul actual a fost introdus în literatura medicală în 1865 de Armand Trousseau, înlocuind termeni mai vechi ca ' „alalie" (Jacques Lordat, 1842) sau ' „afemie" (Paul Broca, 1861).

### Precursorii
Primele concepții cu privire la funcțiile cerebrale ale limbajului se datoresc lui Franz Gall (1810), întemeietorul frenologiei, și lui Jean-Baptiste Bouillaud (1825). Gall localiza funcția vorbirii în zonele din creier situate înapoia orbitei, în timp ce Bouillaud, în urma unor observații anatomo-clinice, situa un "organ legislator al vorbirii" în lobii anteriori ai creierului. G. Dax (1836) constată pentru prima dată o legătură între funcția limbajului și jumătatea stângă a creierului, observația lui rămâne însă necunoscută publicului medical și este publicată de fiul său, M. Dax, abia în anul 1865.

Prima autopsie a lui Broca: Emisfera cerebrală stângă a pacientului Leborgne (desen de Pierre Marie)

### Primele studii sistematice asupra afaziei
În anul 1865, Paul Broca comunică rezultatele observațiilor anatomo-clinice făcute asupra pacientului Leborgne în care constată o leziune circumscrisă la "piciorul celei de a treia circonvoluțiuni frontale" în emisfera cerebrală stângă, unde localizează "centrul" limbajului articulat. Ulterior relatează o serie de cazuri asemănătoare.
Carl Wernicke descrie în anul 1874 o altă formă de tulburare a vorbirii, care - spre deosebire de cazurile lui Broca - se caracteriza prin tulburarea înțelegeri limbajului, în timp ce vorbirea proprie era posibilă, însă plină de greșeli. 

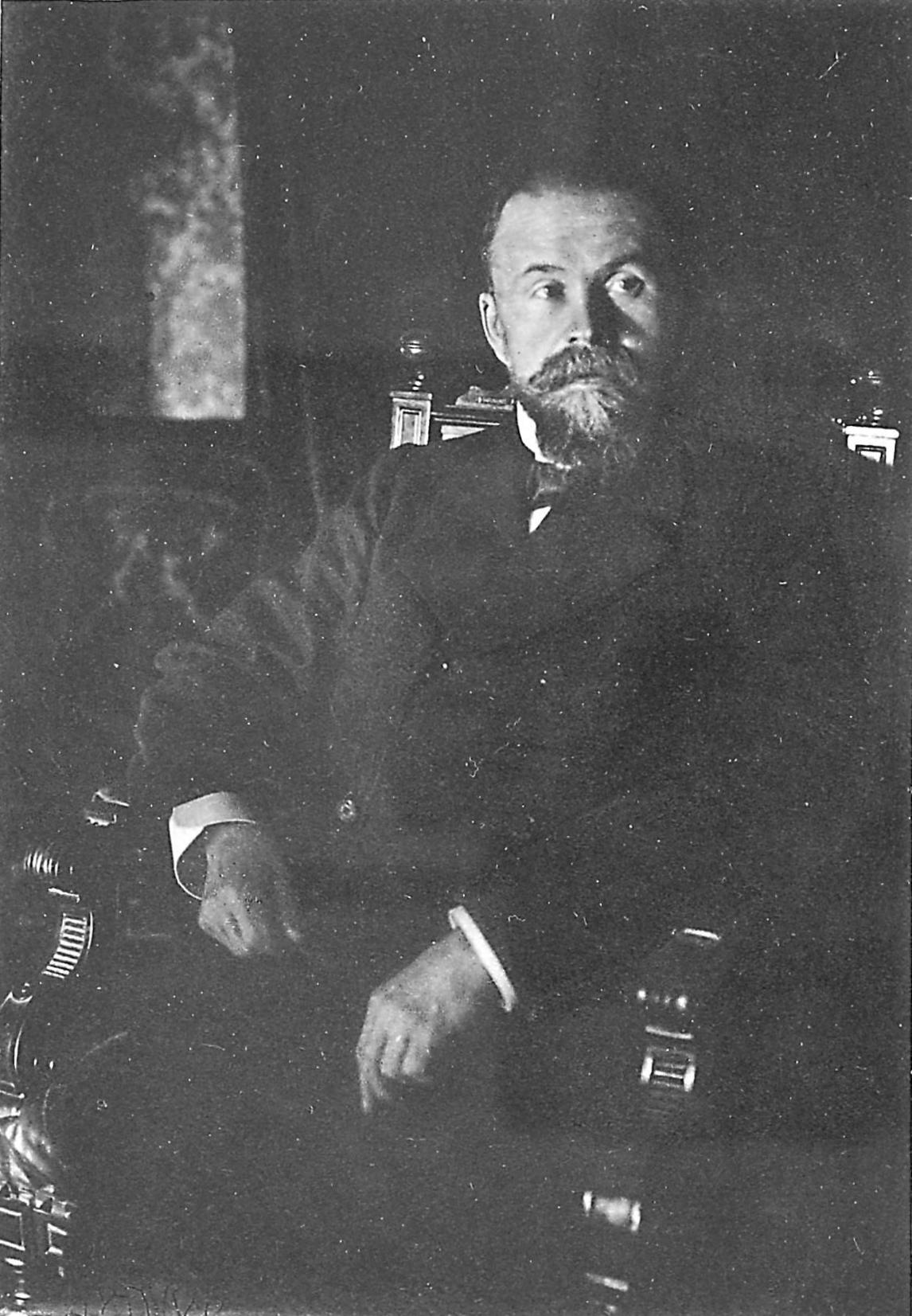
Carl Wernicke

El denumește această formă ' „afazie sensorială", apărută în urma unei leziuni în zona "primei circonvoluțiuni temporale", rezervând pentru cazurile descrise de Broca termenul de ' „afazie motorie".

### Continuatorii
Cercetările de mai târziu s-au concentrat asupra descrierii unor forme speciale de afazie, asupra localizărilor cerebrale și dezvoltării diverselor teorii fiziopatologice și neuropsihologice.
- Hughlings Jackson (1866) aplică teoria sa asupra disoluției funcțiilor cerebrale ierarhizate la studiul limbajului și afirmă că - în cazul afaziei - nu ar fi vorba de pierderea "imaginilor verbale" ci de imposibilitatea realizării "limbajului propozițional".
- F.C. Finkelburg (1870) consideră afazia drept tulburare a simbolurilor verbale (asimbolie).
- A. Kussmaul (1876) descrie "surditatea verbală", în care pacientul cu un auz și inteligență normale, nu este capabil să înțeleagă niciun cuvânt perceput.
- Sigmund Freud (1891) critică teoriile localizaționiste și consideră că funcția limbajului nu poate fi asumată decât de zone întinse ale scoarței cerbrale specializate, între care există zone asociative.
- Joseph Dejerine (1892) descrie alexia (incapacitatea de înțelegere a textelor scrise) ca manifestare a unei "cecități verbale pure", în cazul unor leziuni localizate în Gyrus angularis.
- Pierre Marie (1906) se ridică cu vehemență împotriva doctrinei clasice a "centrilor preformați ai imaginilor verbale" și consideră afazia drept alterarea unui deficit intelectual specializat privind limbajul.
- Arnold Pick în lucrarea Über die agrammatischen Störungen ("Despre tulburările agramatice", 1913) subliniază necesitatea folosirii metodelor lingvisticei în studiul afaziei.
- Henry Head (1926) nu admite o delimitare strictă între aspectele motorii și cele senzoriale ale limbajului și consideră luburările afazice drept manifestare a unui defect în formularea și expresia simbolică.
- Kurt Goldstein (1948), representant al psihologiei configuraționiste (Gestaltpsychologie), consideră că cea mai înaltă proprietate a substanței cerebrale ar fi funcția de simultaneitate, care dispare în împrejurări patologice, cum ar fi și afazia, în care întreaga configurație a bolnavului - "comportamentul abstract" - devine modificată, nu numai vorbirea. Goldstein acordă o deosebită atenție așa zisului "limbaj interior".

În literatura apărută după cel de-al doilea război mondial se remarcă următoarele tendințe:
- Includerea metodelor lingvistice, de psihologie experimentală și de stimulare a creierului în studiul afaziei, în special de către cercetătorii americani (Norman Geschwind, 1965; Howard Goodglass și Edith Kaplan, 1972; W.Penfield și L. Roberts, 1959).
- Dezvoltarea metodelor de tratament al afaziei (Anton Leischner, 1976; Klaus Poeck și F.J. Stachowiak, 1977), cu includerea lingviștilor, logopezilor și foniatrilor, alături de neuropsihologi și neurologi.
În România sunt de remarcat studiile asupra afaziei întreprinse de Arthur Kreindler și Alexandru Fradis (1970), Mihai Ioan Botez (1968), Ion Voinescu și N. Gheorghiță-Sevastopol (1968).

## Dominanța cerebrală și zonele limbajului

Zonele clasice ale limbajului

Noțiunea de dominanță cerebrală sau specializare emisferică funcțională a apărut o dată cu primele studii anatomo-clinice asupra afaziei, dar se aplică și la alte activități simbolice ale creierului. La o persoană adultă, se admite că diverselor funcții cerebrale superioare corespund în fiecare emisferă dispozitive anatomo-fiziologice, a căror integritate este necesară pentru exercitarea lor cu eficacitate. Pentru funcția limbajului, în cazul unei preferințe manuale drepte (la "dreptaci"), emisfera cerebrală stângă este dominantă în majoritatea covârșitoare a cazurilor, ceea ce înseamnă că în urma unor leziuni în anumite regiuni de partea stângă a creierului apar tulburări de tip afazic. Dominanța emisferică pentru vorbire în funcție de preferința manuală nu trebuie însă considerată în mod rigid și absolut, există excepții (la "stângaci" lucrurile sunt ceva mai complicate), iar posibilitatea recuperării unor activități compromise demonstrează existența unei plasticități funcționale în structura creierului, cu atât mai evidentă, cu cât subiectul este mai tânăr.
Conform concepției clasice "zona limbajului" este constituită din două arii corticale situate în emisfera cerebrală dominantă (în general cea stângă la "dreptaci"):
- "piciorul" (pars opercularis) și "capul" (pars triangularis) celei de a treia circonvoluțiuni frontale = aria lui Broca, a cărei leziune afectează producția vorbirii
- treimea posterioară a primei circonvoluțiuni temporale = aria lui Wernicke, a cărei leziuni impietează înțelegerea vorbirii.

Importante sunt și legăturile între aceste regiuni, cum ar fi "fascicolul arcuat", care unește aria lui Broca cu cea a lui Wernicke.
La acestea trebuie adăgată zona alcătuită din gyrus supramarginalis și gyrus angularis, cu un rol deosebit în funcția limbajului scris. W. Penfield și L. Roberts au descris în 1959 „aria motorie suplimentară”, situată pe fața internă a unei emisfere cerebrale, importantă pentru declanșarea actului motor al vorbirii.

## Diverse tipuri de afazie
Diversele tipuri de afazie rezultă din localizările leziunilor în anumite regiuni din creier. Cele patru forme clasice, bazate pe observații anatomo-clinice, admise de majoritatea specialiștilor, afectează mai mult de jumătate din pacienții suferinzi de afazie.
- Afazia Broca (afazie motorie sau expresivă) este prototipul tulburărilor afazice cu debit verbal redus, în timp ce înțelegerea limbajului este în mare măsură puțin compromisă.

Simptome caracteristice:
- vocabular redus la câteva cuvinte sau silabe, bolnavul adoptă un stil telegrafic;
- parafazii fonematice sau "dezintegrare fonetică" (producerea unor cuvinte cu foneme incorecte);
- deficiențe gramaticale, mai ales de sintaxă (agramatism);
- debit verbal încetinit, laborios;
- pronunția (articularea) cuvintelor defectuoasă;
- "melodia verbală" (prozodia) săracă;
- scrisul este defectuos, în parte și prin slăbiciunea mâinii drepte;
- înțelegerea vorbirii este puțin sau deloc afectată;
- pacientul este conștient de dificultățile avute, reacționează depresiv;
- comunicarea este redusă în primul rând datorită incapacității de expresie.
Localizarea lezională:
Piciorul celei de a treia circonvoluțiuni frontale din emisfera cerebrală dominantă pentru vorbire (în majoritatea cazurilor cea stângă) și substanța albă subiacentă, uneori cu prinderea "insulei lui Reil". Zonă irigată de artera prerolandică, ramură a arterei cerebrale mijlocii.
- Afazia Wernicke (afazie senzorială sau receptivă), caracterizată prin tulburări accentuate ale înțelegerii limbajului și printr-o producție verbală fluentă, normală din punct de vedere fonetic, dar profund alterată semantic, de neînțeles pentru interlocutor.

Simptome caracteristice:
- lipsă de înțelegere a limbajului, în cazuri grave până la "surditate verbală";
- vorbirea cu debit normal, uneori chiar excesiv de abundent și accelereat ("logoree", "diaree verbală");
- producția verbală lipsită de înțeles, prin parafazii semantice ("salată de cuvinte"), neologime ("jargonafazie");
- articularea cuvintelor normală;
- construcția gramaticală doar ușor alterată, uneori totuși paragramatism ("jargon dissintactic");
- incapacitate de a înțelege limbajul scris (alexie), scrisul disortografic;
- pacientul este de cele mai multe ori inconștient de defectul său și are o dispoziție afectivă disforică;
- capacitatea de comunicare este grav alterată.
Localizare lezională:
Circonvoluțiunea temporală posterioară și cea parietală inferioară în emisfera cerebrală dominantă pentru vorbire (în majoritatea cazurilor de partea stângă). Zonă irigată de artera temporală posterioară, ramură a arterei cerebrale mijlocii.
- Afazia globală este forma cea mai gravă de afazie. Leziunile cerebrale întinse, cuprinzând atât zonele anterioare (Broca), cât și cele posterioare (Wernicke, circonvoluțiunea supramarginală) ale limbajului provoacă o pierdere totală a capacității de vorbire și de înțelegere, a scrisului și cititului. Acești pacienți păstrează un rudiment de limbaj automat, în special sub forma exclamaților emoționale. Frecvent este asociată cu un deficit motor grav (hemiplegie) de partea dreaptă a corpului. Comunicarea verbală este practic imposibilă. Prognosticul unei recuperări a limbajului este foarte rezervat.
- Afazia amnestică (Pitres) (Afazie nominală sau Anomie), caracterizată printr-o tulburare a accesului lexical (în special pentru substantive și adjective atributive), atât la vorbit cât și la scris. Manifestările cele mai obișnuite constau în dificultatea găsirii cuvântului adecvat cu apariția de parafazii apropiate de sensul cuvântului dorit și tulburări discrete ale înțelegerii semantice. Repetiția cuvintelor sau frazelor, precum și cititul cu voce tare rămân nealterate. Capacitatea de comunicare doar discret limitată.

Localizare lezională:
Gyrus-ul angular, uneori leziuni ale ariilor prefrontale de partea stângă.

### Alte forme de afazie
- Afazia de conducere se caracterizează printr-o vorbire spontană fluentă, nealterată dar cu o dificultate extremă în a repeta cuvintele sau frazele percepute, bolnavul neavând nici o modificare în înțelegerea limbajului. Când acești pacienți încearcă să repete cuvintele percepute, produc de cele mai multe ori o succesiune de parafazii fonematice ininteligibile. Descrierea leziunilor cerebrale care sunt la originea acestei forme de afazie este controversată. Unii cercetători susțin că ar fi vorba de o distrugere a fascicolului arcuat, care unește aria lui Wernicke cu cea a lui Broca. În unele cazuri s-au constatat leziuni ale cortexului auditiv, ale insulei lui Reil suau în circonvoluțiunea supramarginală.
- Afaziile zise transcorticale

Afazia transcorticală motorie. Caracteristica fundamentală a acestei forme de afazie este o aspontaneitate sau lipsă de incitație verbală, atât pentru vorbire, cât și pentru scris. Leziunea responsabilă este situată înainte de aria lui Broca, în regiunea prefrontală, afectând sistemele axonale care se proiectează pe structurile profunde eferente.
Afazia transcorticală senzorială comportă pe plan receptiv o tulburare a înțelegerii limbajului oral și scris, iar pe plan expresiv, fie o producție verbală fluentă, fie ușoare modificări calitative (parafazii, disortografii). Leziunile constatate afectează lobul parietal inferior de partea stângă, izolând zona posterioară a limbajului (Wernicke) de restul cortexului cerebral.
Afazia transcorticală mixtă se manifestă ca o afazie globală, repetiția cuvintelor și propozițiunilor este însă conservată, adesea cu ecolalie.
- Afaziile zise "pure" (sau afazii instrumentale) sunt tulburări selective ale unor performanțe din domeniul limbajului, cum ar fi cititul, scrisul sau recunoașterea înțelesului cuvintelor. Un pacient, de exemplu, poate scrie, dar nu înțelege un text scris.

Anartria pură apare, de obicei, în evoluția unei afazii Broca, sub aspectul unei dezintegrări fonetice. Se manifestă sub forma unei imposibilități de a executa actele motorii necesăre producerii unei foneme. Este greu de deosebit de o apraxie buco-facială. Anartria pură rezultă dintr-o leziune a porțiunii operculare a circonvoluțiunii frontale ascendente sau a a unor fibre de proiecție în legătură cu această arie corticală.
Agrafia pură se manifestă printr-o tulburare izolată a scrisului, mergând până la supresiunea totală. Nu se cunoaște cu exactitate localizarea lezională a acestei perturbări.
Surditatea verbală pură se caracterizează printr-o dificultate izolată, adesea gravă în recunoașterea informațiilor sonore constitutive ale limbajului oral, în timp ce auzul este intact și semnificația diverselor sunete non-verbale este recunoscută. În cazurile cercetate s-a constatat o întrerupere a legăturii dintre ariile auditive primare (drepte și stângi) și zona lui Wernicke.
Cecitatea verbală pură (Alexia agnozică sau Alexia pură) consistă într-o tulburare izolată a discriminării și recunoașterii informațiilor vizuale constitutive ale limbajului scris (litere, cuvinte), în timp ce imaginile non-verbale sunt percepute și recunoscute. Leziunile responsabile constau într-o întrerupere a legăturilor dintre ariile vizuale primare (ariile calcarine), atât de partea dreaptă cât și de cea stângă, și regiunile parieto-temporale ale zonei limbajului.

### Forme particulare
- Afazia la copii. Despre o afazie la copii se poate vorbi doar în cazul când tulburarea a apărut după ce limbajul a atins dezvoltarea sa definitivă (în jur de cinci-șase ani). Tablourile clinice se deosebesc de cele ale adulților în funcție de stăpânirea scrisului și cititului în diversele etape ale școlarizării. În general se observă o reducere a vorbirii spontane, o sărăcire a vocabularului. La copiii de vârstă fragedă (până la patru-cinci ani), în cazul unei leziuni a creierului apar așa zise "tulburări afazice de dezvoltare" (developmental aphasia, Sprachentwicklungsstörung), care, de regulă, sunt recuperabile, emisfera cerebrală integră putând prelua și dezvolta mai departe funcțiile limbajului. Hotărîtoare sunt natura, extensia și profunzimea leziunii cerebrale.
- Afazia la "stângaci". O mare parte a persoanelor cu preferință manuală stângă ("stângaci") au o reprezentare a funcției limbajului în ambele emisfere cerebrale, unii au o dominanță emisferică dreaptă ("în oglindă" față de "dreptaci"), iar la o parte dominanța este de partea stângă. Din acest motiv, manifestările clinice și evoluția sunt foarte diferite de la pacient la pacient. Posibilitatea unei recuperări funcționale este mai mare decât la dreptaci.
- Afazia la poligloți. În urma unor observații mai vechi se considera (Pitres, 1895) că la persoanele ce vorbesc mai multe limbi, apariția unei afazii afectează mai mult limba achiziționată mai recent, în timp ce vorbirea și înțelegerea limbii materne sunt mai puțin sau de loc tulburate. Studii mai recente au arătat că situația este mult mai complexă. Se poate întâmpla ca limba nou învățată să devină predominantă prin folosirea zilnică, înlocuind prevalența limbii materne (cazul persoanelor imigrate în Israel din țări cu limbi diferite). Există multe excepții de la regula lui Pitres, manifestările clinice la poligloți depinzând de factori afectivi, sociali și profesionali.
- Afazia la surdomuți. Există puține observații în literatură și nu se poate stabili o regulă generală. În cazuri izolate s-a constatat că în situația unor leziuni cerebrale survenite la surdomuți, localizate în regiuni care la o persoană obișnuită ar fi produs o afazie, pacienții pierd capacitatea de a comunica prin limbajul gestual, realizându-se o așa zisă ' „asimbolie gestuală".

### Clasificarea americană
În literatura de specialitate americană s-a răspândit clasificarea simplificată propusă de școala neurologică din Boston ("Boston Neoclassical Model"), cu valoare practică, având drept criteriu caracterul debitului verbal: fluent (curgător) sau redus.
- Afazii fluente denumite și afazii receptive, cu debit verbal bogat, în care sunt înglobate afazia Wernicke, afazia transcorticală senzorială, afazia de conducere, anomia (afazia amnestică).
- Afazii non-fluente sau afazii expresive, cu debit verbal redus: afazia Broca, afazia transcorticală motorie, afazia globală.

La aceste două tipuri fundamentale se adaugă grupul afaziilor pure.

## Diagnosticul unei afazii
Diagnosticul unei afazii se stabilește în urma examenului limbajului vorbit și scris, care cuprinde: vorbirea spontană, vorbirea repetată, denumirea obiectelor și situațiilor, înțelegerea cuvintelor și frazelor, lectura, scrisul spontan sau dictat, completat de un examen neurologic amănunțit și de diverse metode de investigație neuroradiologice. Ca prim examen orientativ, s-a verificat utilitatea testului Token (Token-Test), care servește la diferențierea între tulburările de vorbire afazice și cele de altă natură, dar nu dă nicio indicație asupra tipului de afazie. Pentru aceasta s-au propus mai multe "baterii" de teste verbale și non-verbale, care reflectă concepțiile autorilor respectivi asupra afaziei. Mai cunoscute sunt:
- Bateria de teste a lui Henry Head 1926, bazate pe categoriile gramticale alelimbajului, cu accent pe investigarea funcției formulării și expresiei simbolice.
- Bateria de teste a lui Weissenburg și McBride 1935, capabilă să studieze toate funcțiile limbajului și care permite o analiză calitativă a rezultatelor.
- Programul de examen clinic al afaziei propus de Hécaen și De Ajuriaguerra 1960, bazat pe concepțiile clasice asupra afaziei, comportă și cercetarea unor posibile tulburări asociate (apraxii, agnozii), precum și un examen complet al funcțiilor intelectuale.

În America se utilizează mai ales schema de examinare a lui Goodglass și Kaplan (1972), testul de diagnostic diferențial al afaziei propus de Schuell ("Minnesota test for diferential diagnosis of aphasia", 1969) sau bateria de teste a lui Kertesz și Poole ("Western Aphasia Battery", 1974).
În Germania este foarte răspândit testul de examinare al afaziei propus de școala de neurologie din Aachen (Aachener Aphasie Test pe scurt AAT), dezvoltat de Poeck, Stachowiak și Huber (1975). 
În România, Kreindler și Fradis (1970) au propus un program de examinare a pacienților cu afazie, bazat pe concepția lor pavlovistă asupra limbajului.

## Cauzele afaziilor
Orice leziune a creierului care interesează zonele limbajului și legăturile dintre ele poate provoca tulburări ale vorbirii de tip afazic cu caracter permanent. Cauzele cele mai frecvente sunt:
- Bolile cerebro-vasculare, hemoragii sau infarcte, mai ales în teritoriul arterei cerebrale mijlocii de partea stângă.
- Traumatisme cranio-cerebrale cu focare contuzionale în parenhimul cerebral.
- Procese expansive intracraniene, tumori cerebrale benigne sau maligne, primitive sau metastatice.
- Boli degenerative, de ex.: Boala Alzheimer, Afazia primară progresivă.
- Boli infecțioase ale creierului și meningelor: abcese cerebrale, encefalite (de ex.: Encefalita herpetică).

Tulburări afazice cu caracter paroxistic pot fi singura manifestare a unei crize de epilepsie.

## Tratamentul afaziilor
Dacă nu este vorba de o afecțiune progresivă (tumoră, boală degenerativă), tulburările afazice se pot ameliora în cursul evoluției (de ex.: după un accident vascular cerebral), în funcție de gravitatea și extinderea leziunii. Această recuperare funcțională, de cele mai multe ori incompletă, este datorită capacității creierului de a crea noi conexiuni interneuronale, ceea ce se numește plasticitate cerebrală. Acest proces poate fi facilitat printr-un tratament de reeducare a vorbirii, cu scopul realizării unei capacități de comunicare apropiată de cea normală. Condiții obligatorii pentru obținerea unor rezultate pozitive sunt absența unor tulburări demențiale și motivarea pacientului. Tratamentul este de cele mai multe ori individual, uneori se asociază și o terapie de grup. Există mai multe metode (amănunte se găsesc în literatura de specialitate: Yves Lebrun, R. Hoops: Recovery in Aphasics, Amsterdam, 1976; G. Peuser: Studien zur Sprachtherapie, München, 1979): metode de stimulare, metode programate, metode de deblocare, terapie melodică și ritmată (melodic intonation therapy) cu asocierea muzicii. Studiile comparative între grupe de bolnavi tratați și netratați au demonstrat avantajele tratamentului sistematic al afaziilor.